# Virginia Mae Brown
Virginia Mae Brown (geboren 13. November 1923 in Pliny (West Virginia); gestorben 15. Februar 1991 in Charleston (West Virginia)) war eine amerikanische Juristin und Regierungsbedienstete. Sie war die erste weibliche Leiterin der Regulierungsbehörde Interstate Commerce Commission.

## Leben
Die Tochter von Felix M. Brown und Hester Crandall  machte ihren Bachelor-Abschluss 1945 an der University of West Virginia. Anschließend studierte sie als eine von zwei Studentinnen an der Law School dieser University und  legte 1947 ihren Jura-Abschluss ab.
Nach dem Studium begann sie eine Tätigkeit beim Justizminister von West Virginia Ira J. Partlow. 1949 wurde sie leitende Sekretärin des Richterkollegiums von West Virginia.  Von 1952 bis Ende 1960 war sie dann stellvertretende Justizministerin von West Virginia.  Danach arbeitete sie bis zum Mai 1961 als Beraterin für den Gouverneur von West Virginia William Wallace Barron, bevor sie in die Versicherungskommission des Bundesstaates berufen wurde. 1962 wurde sie Mitglied der West Virginia Public Service Commission.
Virginia Mae Brown wurde 1964 von Präsident Lyndon B. Johnson in die Regulierungsbehörde Interstate Commerce Commission auf den freigewordenen Sitz von Clyde E. Herring berufen. Sie trat das Amt am 24. Mai 1964 an. Turnusgemäß leitete sie die Behörde im Jahr 1969. 1970 wurde sie für eine weitere Amtszeit bis zum 31. Dezember 1977 berufen. Übergangsweise blieb sie bis zum 23. Juli 1979 im Amt. Ihr Nachfolger war Darius W. Gaskins Jr.
Danach wurde sie Präsidentin und Aufsichtsratsvorsitzende der Buffalo Bank in Eleanor. Ab 1984 arbeitete sie als Richterin bei Berufungsverhandlungen beim Arbeitsministerium der Vereinigten Staaten in Charleston sowie bei der Social Security Administration.
1955 heiratete sie den Anwalt James Vernon Brown. Das Paar hatte zwei Kinder. Die Ehe wurde geschieden. Sie verstarb in ihrem Haus in Charleston an einem Herzinfarkt.